# Gao Panlong
Pour les articles homonymes, voir Gao.
Dans ce nom chinois, le nom de famille, Gao, précède le nom personnel.
Gao Panlong (高攀龍, 高攀龙 en chinois simplifié) ; 1562-1626) est un érudit et fonctionnaire chinois de la dynastie Ming. Pendant la règne de l'empereur Wanli, il restaura l'Académie Donglin à Wuxi avec Gu Xiancheng.